# Johann Baptist Lampi el Viejo
Johann Baptist Lampi, el Viejo o Giovanni Battista Lampi, il Vecchio (Romeno, 31 de diciembre de 1751 - Viena, 11 de febrero de 1830), fue un pintor italiano que trabajó en el norte de Italia y en la corte vienesa de los Habsburgo donde era conocido como Johann Baptist von Lampi der Ältere.

## Biografía

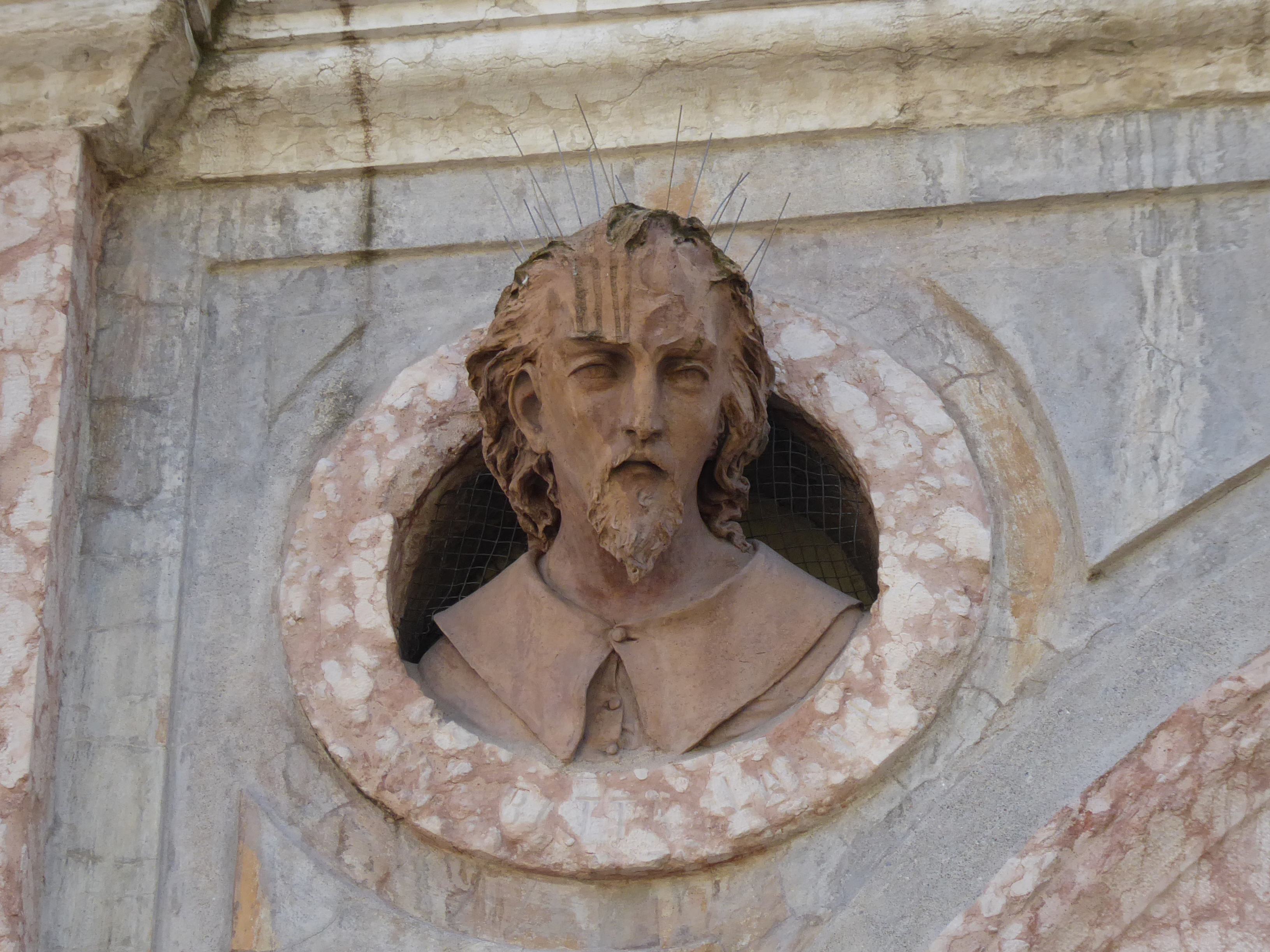
Busto de Juan Bautisya Lampi, Palazzo Ranzi (Trento)

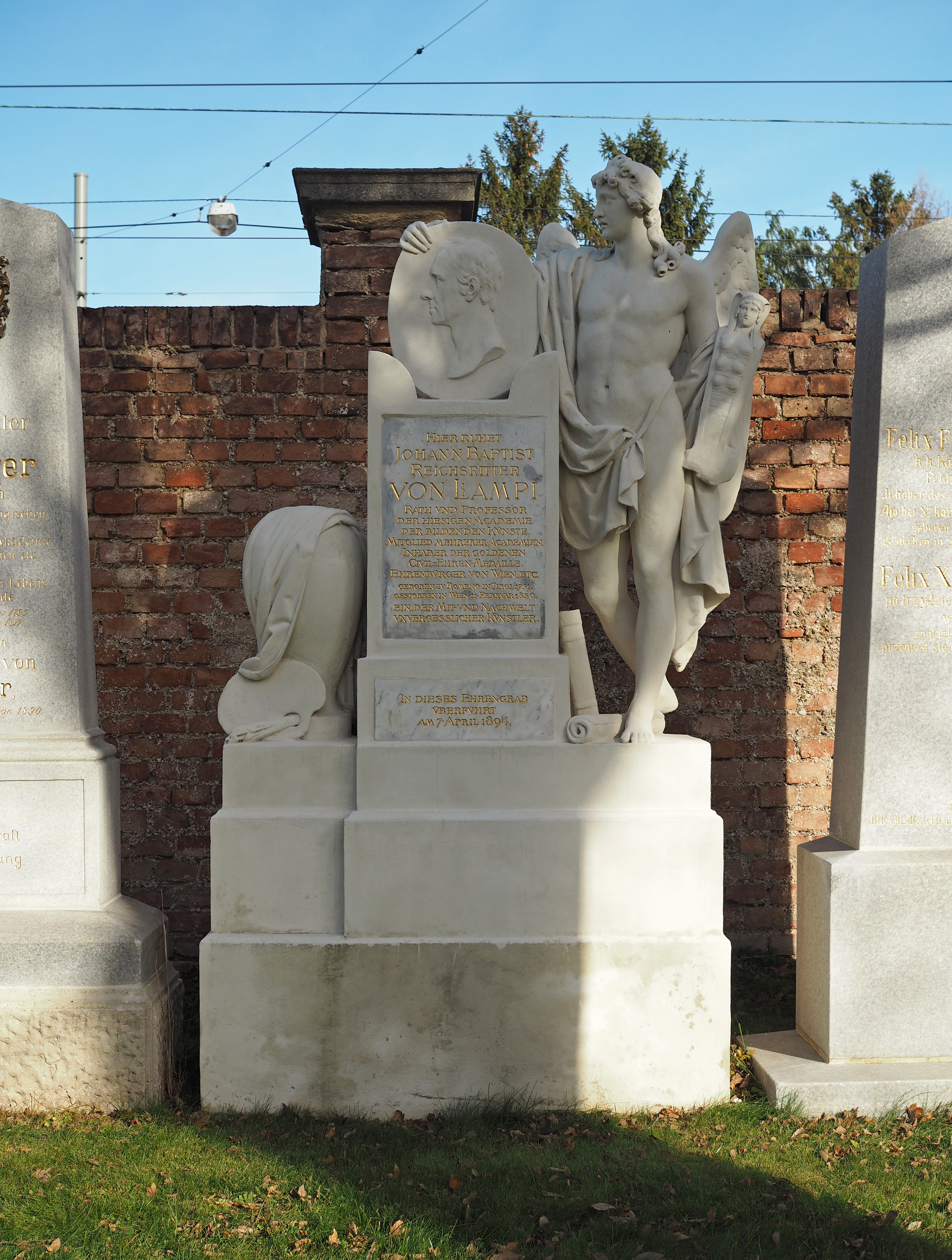
Tumba de Juan Bautista Lampi en el Cementerio Central de Viena

Nació el 31 de diciembre de 1751 en Romeno, en el entonces obispado de Trento. El menor de los catorce hijos de Mattia Lampi, también pintor originario del Val Pusteria, aprendió rudimentos de pintura de su padre y de su primo Pietro Antonio Lorenzoni, a quien acompañó a Salzburgo en 1768 durante dos años, donde siguió a los pintores Franz Xaver König (1711-1782), retratista de la corte local, y Franz Nikolaus Streicher (1736/38-1811). A los veinte años regresó a Romeno y en 1772 se trasladó a Verona, donde entró en contacto con los discípulos de Giambettino Cignaroli y fue alumno de Francesco Lorenzi. Pintó retratos y retablos en Trento, en su estudio del palazzo Travaglia (hoy de Maffei, en Via Rodolfo Belenzani). En 1779 permaneció en Rovereto, donde pintó retratos de las familias locales Festi y Lodron. De esta época es una de sus obras maestras: el retrato del obispo de Nepi y Sutri, Girolamo Luigi Crivelli. La muerte de su padre en 1780 motivó el traslado del pintor a Innsbruck..

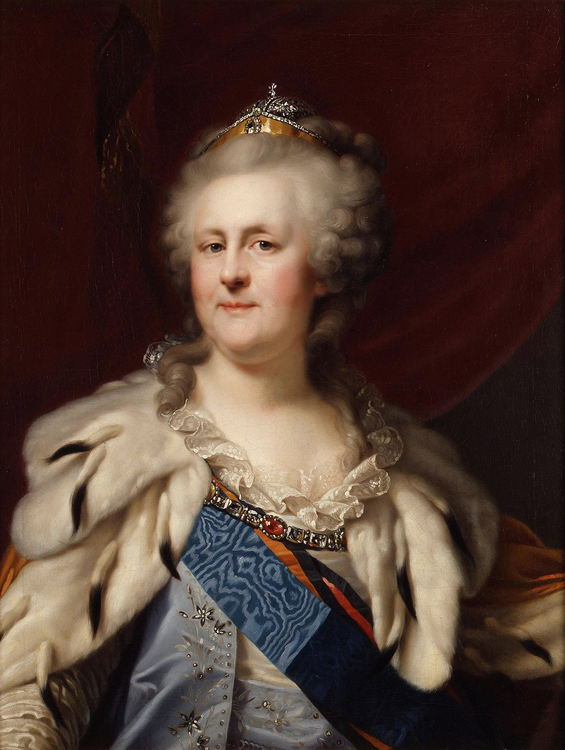
Retrato de la zarina Catalina II. Deutsches Historisches Museum

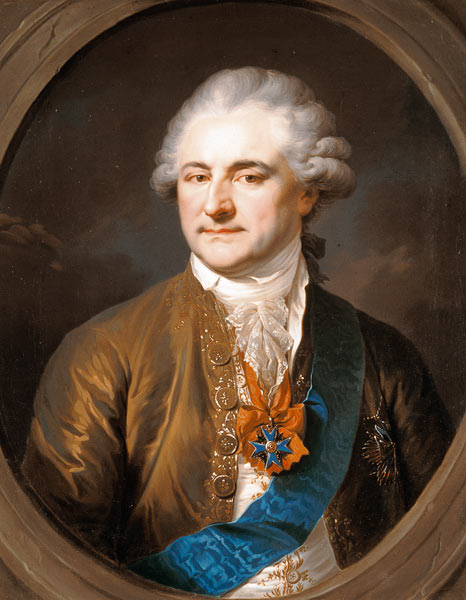
El rey Estanislao Augusto (1788/89), Breslau.

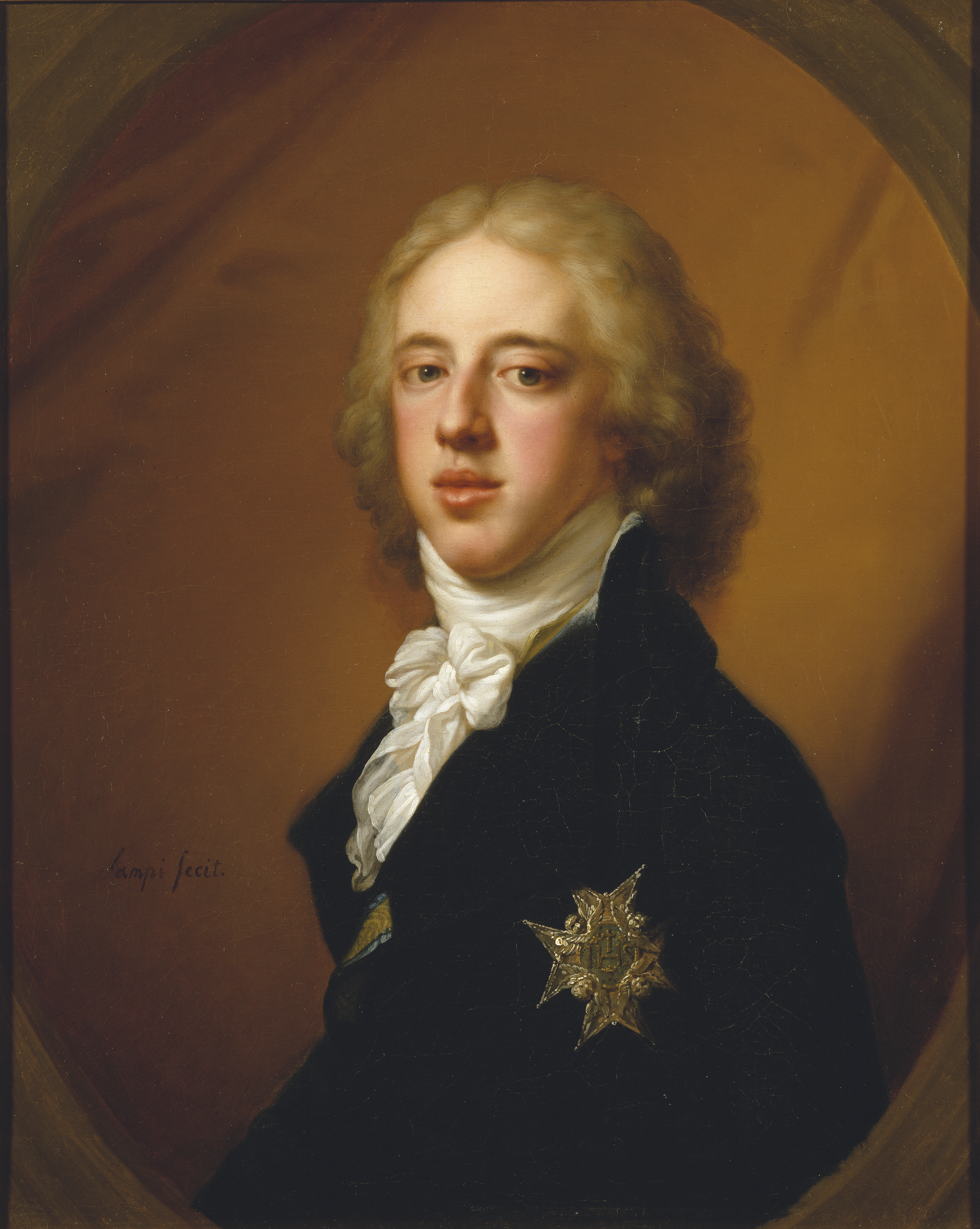
El rey Gustavo IV. Adolfo (1796/97), Estocolmo.

A continuación se trasladó a Austria, donde en 1781 pintó el retrato de la archiduquesa María Isabel de Habsburgo-Lorena, hermana de José II, lo que le granjeó la simpatía de la corte. Así, la archiduquesa María Ana de Habsburgo-Lorena le llamó a Klagenfurt, para finalmente llegar a Viena en 1783. Unos años más tarde, convertido ya en uno de los pintores más destacados de la capital, José II le nombró profesor de la Academia.
Ya pintor de renombre, fue llamado a las cortes de Estanislao Poniatowski y Catalina II. Lampi llegó a San Petersburgo en 1791 invitado por el secretario de Catalina II, el general Vasili Popov, que le había conocido y apreciado en Varsovia. La protección de la gran Catalina, a la que retrató en varias ocasiones, procuró al maestro numerosos encargos importantes, hasta el punto de que permaneció en Rusia más de seis años, hasta que falleció la Emperatriz. Durante su estancia en Rusia pintó una serie de lienzos que generalmente consideradas entre las obras maestras del retrato europeo de fines de siglo.
A su regreso a Viena, fue nombrado Caballero del Imperio y recibió un título nobiliario. Al último periodo, transcurrido en Viena, pertenecen retratos oficiales (A. Canova, 1806, Viena, Österreichische Galerie), pero también imágenes más intensas, vinculadas al entorno familiar (G. Battista Lampi hijo con su sobrino, Innsbruck, Museo Ferdinandeum). Con el Autorretrato de 1828 (Viena, Österreichische Galerie) finaliza su exitosa actividad artística, que convierte a Lampi en el retratista neoclásico más importante y agudo. Sus cuadros se caracterizan por la expresividad de los rostros, la luminosidad de los rasgos, el esplendor de los ropajes y la minuciosidad de los detalles y la suavidad cromática. Retrató a las personalidades más importantes de su época, como la zarina Catalina II de Rusia, los emperadores José II y Francisco II de Austria, la archiduquesa María Ana, el conde Estanislao Potocki, el barón Giovanni Alessandro Brambilla di Carpiano, el conde Giulio Renato Litta, el escultor Antonio Canova, la princesa Julia Lubomirska y Amalia Potocka con su hija. En 1828 donó al Emperador su última obra, el Autorretrato en el caballete, actualmente en la Galería del Castillo Belvedere de Viena. Murió en Viena el 11 de febrero de 1830. Su legado artístico fue recogido por sus dos hijos: Juan Bautista Lampi el Joven (Trento, 1775 - Viena, 1837) y Franz Xaver Lampi (Klagenfurt, 1782 - Varsovia, 1852). Su tumba se encuentra en el Cementerio Central de Viena (Zentralfriedhof).
Sus cuadros se conservan en numerosos museos, entre ellos: Kunsthistorisches Museum, Museo del Castillo Belvedere - Viena; Galería Palatina y Apartamentos Reales (Palacio Pitti) - Florencia; Museo del Louvre - París; Museo del Hermitage - San Petersburgo; Galería Nacional de Dinamarca - Copenhague; Galería Nacional de Escocia - Edimburgo; Museo Nacional - Varsovia; Museo Castello del Buonconsiglio - Trento; Museo de Bellas Artes - Budapest; Galería Cívica - Bolzano; The Morgan Library & Museum - Nueva York; Ferdinandeum - Innsbruck; Deutsches Historisches Museum - Berlín.

## Obras
- Coronación de María, Cuatro doctores de la Iglesia, 1773, temple sobre pared, frescos de la bóveda del presbiterio de la Iglesia de la Asunción de María en Romeno (Italia)[4]
- Retrato del Príncipe Obispo Cristoforo Sizzo de Noris, 1773, oleo sobre tela, Museo diocesano tridentino en Trento[5]
- Retratos de miembros de la familia Spaur, Arsio y Khuen (da Castel Belasi):[6]
  - Retrato de Romedio Spaur di Unter-Valer, Castel Auer a Ora
  - Retrato de Giuseppina Massenza Spaur
  - Retrato de Isabella Spaur
  - Retrato de Giuseppina Massenza Spaur, Castel Englar ad Appiano sulla Strada del Vino
  - Retrato de Marianna d'Arsio e Vasio, Castello del Buonconsiglio a Trento
  - Retrato de Valerio Spaur
  - Retrato de Elisabetta e Teresa Spaur
  - Retrato de Margherita Spaur
- Retrato de Bernardino Turco de Trent Turcati, años ochenta del XVIII, oleo sobre tela, 86,5 x 66,5 cm, colección  privada[7]
- San Francisco de Sales, 1775, oleo sobre tela, 250 x 130 cm, Iglesia de la Beata Virgen del Sufragio en Trento
- Madonna con Gesù Bambino in gloria e i Ss. martiri anauniesi, 1775, oleo sobre tela, 210 x 120 cm, retablo mayor de la Basílica de los Santos Mártires en Sanzeno[8]
- Retablo de Santa María Magdalena, 1776, oleo sobre tela, 285 x 130 cm, altar mayor de la Iglesia de Santa María Magdalena (Cavareno)
- Retrato del Príncipe Obispo de Trento, Pietro Vigilio Thun, 1776, oleo sobre tela, Castel Thun en Vigo di Ton. Primer retrato del recién elegido príncipe obispo Pietro Vigilio Thun, del que hay réplicas y copias por toda la diócesis. Cabe destacar la presencia simbólica de una mosca en el armiño del obispo.
- Retrato de Pietro Vigilio Thun, 1777, oleo sobre tela, 113 x 90,5 cm, Museo diocesano tridentino en Trento. Copia de una obra anterior.
- San Luiis Gonzaga, 1777, oleo sobre tela, 92 x 70 cm, retablo del segundo altar lateral izquierda de la Iglesia de los santos Dionisio, Rustico y Eleuterio mártires en Santa Croce del Bleggio
- Retrato del obispo de Nepi y Sutri, Girolamo Luigi Crivelli, 1779, oleo sobre tela, castillo del Buenconsejo en Trento
- Cristo muerto, 1779, oleo sobre tela, 35 x 83 cm, Convento de San Antonio en  Cles[9]
- Simone de Zinis orante la Madonna in gloria con San Giuseppe presso le anime del Purgatorio, 1781, oleo sobre tela, 166 x 94 cm, Iglesia de Santa María Magdalena (Cavareno)[10]
- Predicación de San Andrés apóstol, 1781, oleo sobre tela, 329 x 182 cm, retablo del altar lateral de San Andrés de la Iglesia de San Modesto en Aldeno[11]
- Retrato de la archiduquesa María Isabel de Habsburgo-Lorena, 1781, oleo sobre tela, Theresianisches Damenstift en Innsbruck
- Retrato de Elisabetta Guglielmina di Württemberg, 1785, oleo sobre tela, 155 x 115 cm, Kunsthistorisches Museum en Vienna
- Retrato de Estanislao II Augusto, 1788-89, olio su tela, Museo Nazionale (Varsavia)
- Retrato de Estanisłao Szczęsny Potocki con sus hijos, 1788-90, olio su tela, Museo Nazionale (Varsavia)
- Retrato de Franciszek Ksawery Branicki con sus hijos, 1788-89, olio su tela, Museo di Alupka, Crimea
- Retrato de Jan Potocki, 1788-89, oleo sobre tela, Castello di Łańcut, residencia de los Potocki
- Retrato de Julia Potocka, 1789, oleo sobre tela, Castello di Łańcut
- Assunzione della Madonna con San Valentino, 1805, oleo sobre tela, 182,5 x 89,5 cm, retablo del altar lateral izquierdo de la  Iglesia de San Valentín (Novella, Italia) en Cagnò. (Atribuida en el pasado a G. B. Lampi,[12] hoy se propone atribuirlo a Francesco Antonio Vanzo)[13]
- Retrato de Antonio Canova delante de la tumba de María Cristina de Habsburgo, 1806, oleo sobre tela, Kunstmuseum Liechtenstein en Vaduz
- Retrato de Giovanni Battista Lampi junior con uno de sus hijos, 1810 ca., oleo sobre tela, Ferdinandeum en Innsbruck
- Retrato de Anton Franz Rollett, 1824, oleo sobre tela tela, Rollettmuseum en Baden bei Wien]]. Retrato de su médico.
- Madonna Asunta con los Apóstoles, 1825, oleo sobre tela, 411 x 226 cm, retablo del altar mayor de la Iglesia de Santa María Asunta en Romeno
- Autorretrato con caballete, 1828, oleo sobre tela, Palacio Belvedere en Vienna

## Galería de imágenes

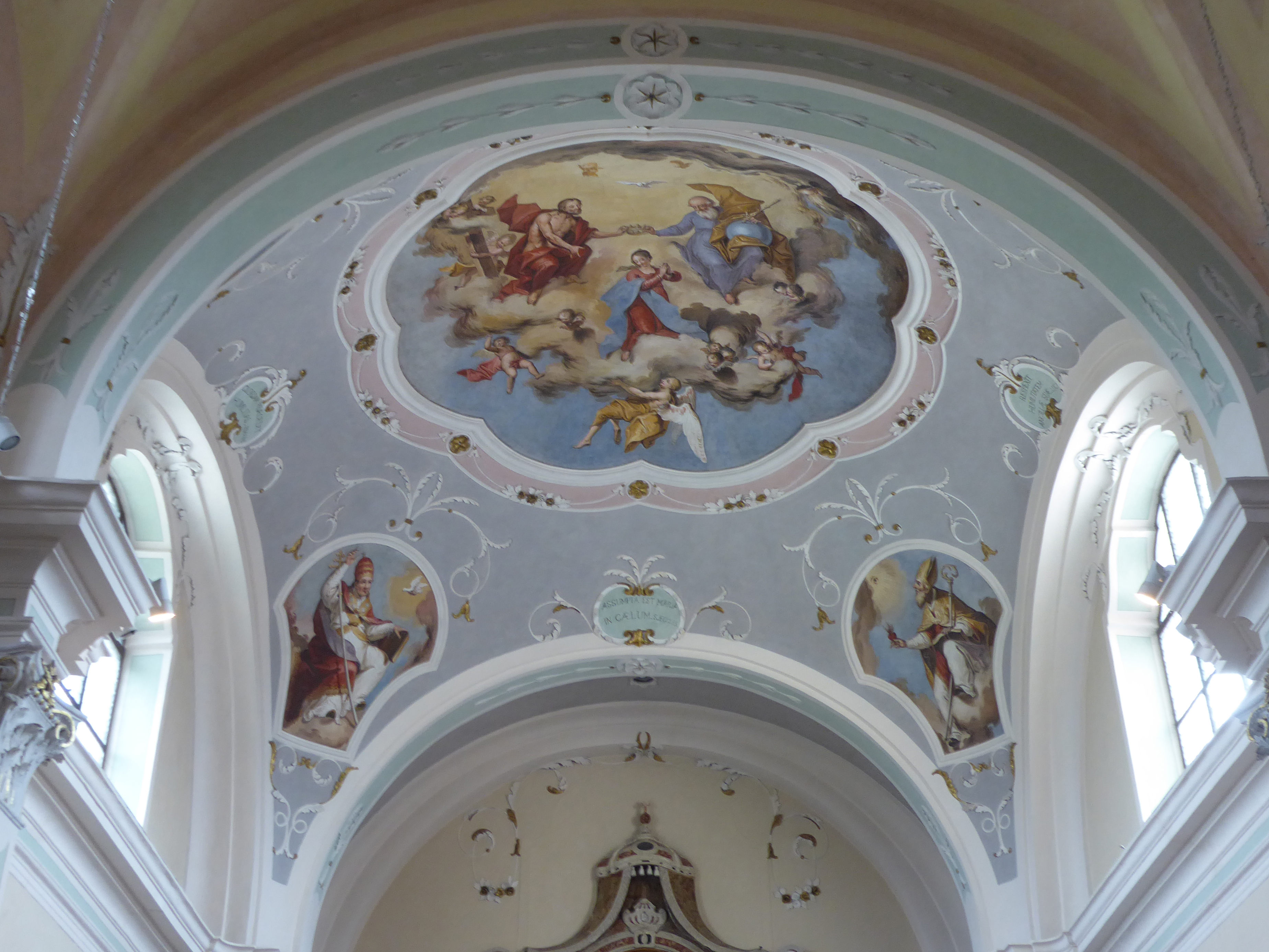
Coronación de María y Quattro Dottori della Chiesa, 1773
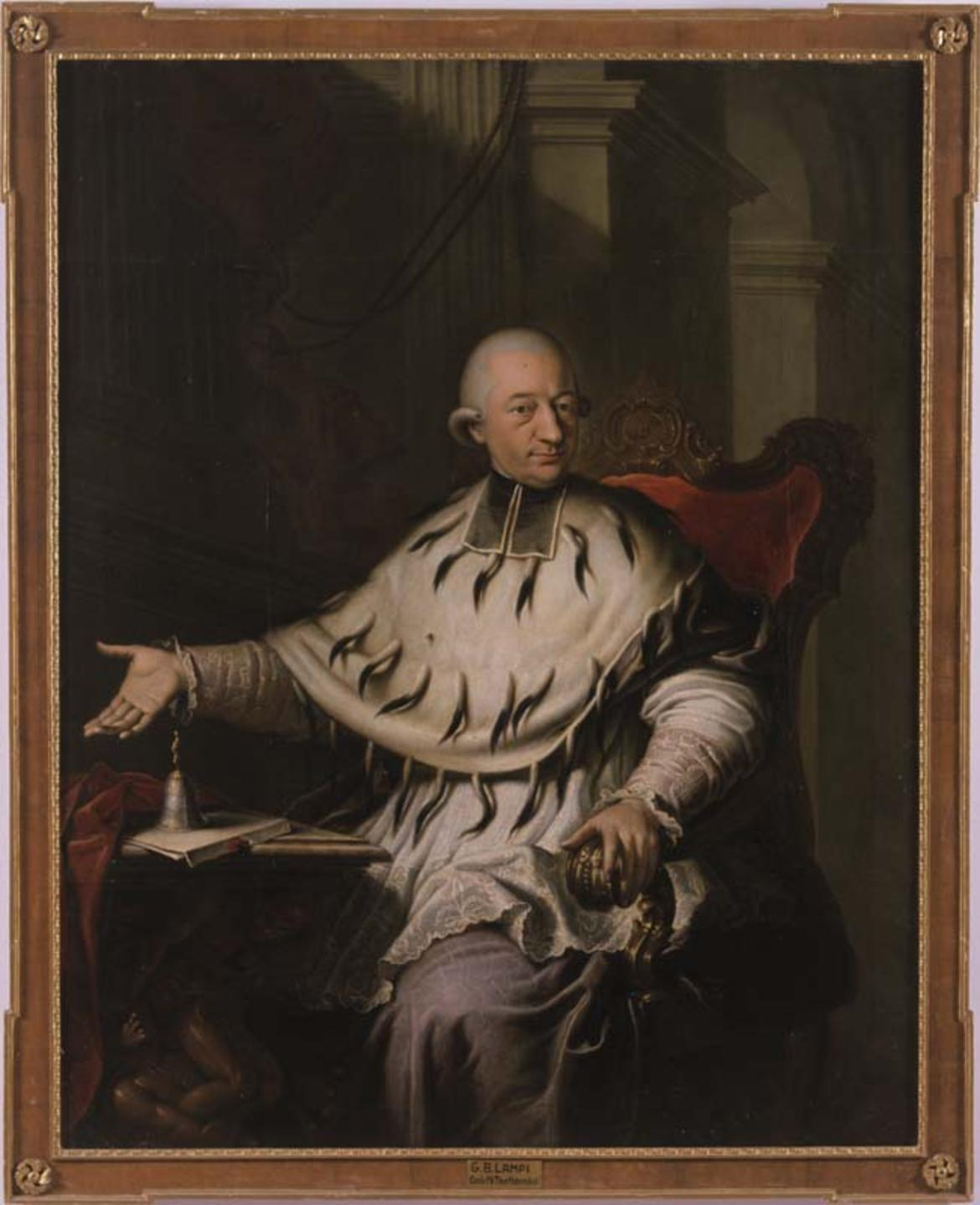
Retrato de Pietro Vigilio Thun, 1776
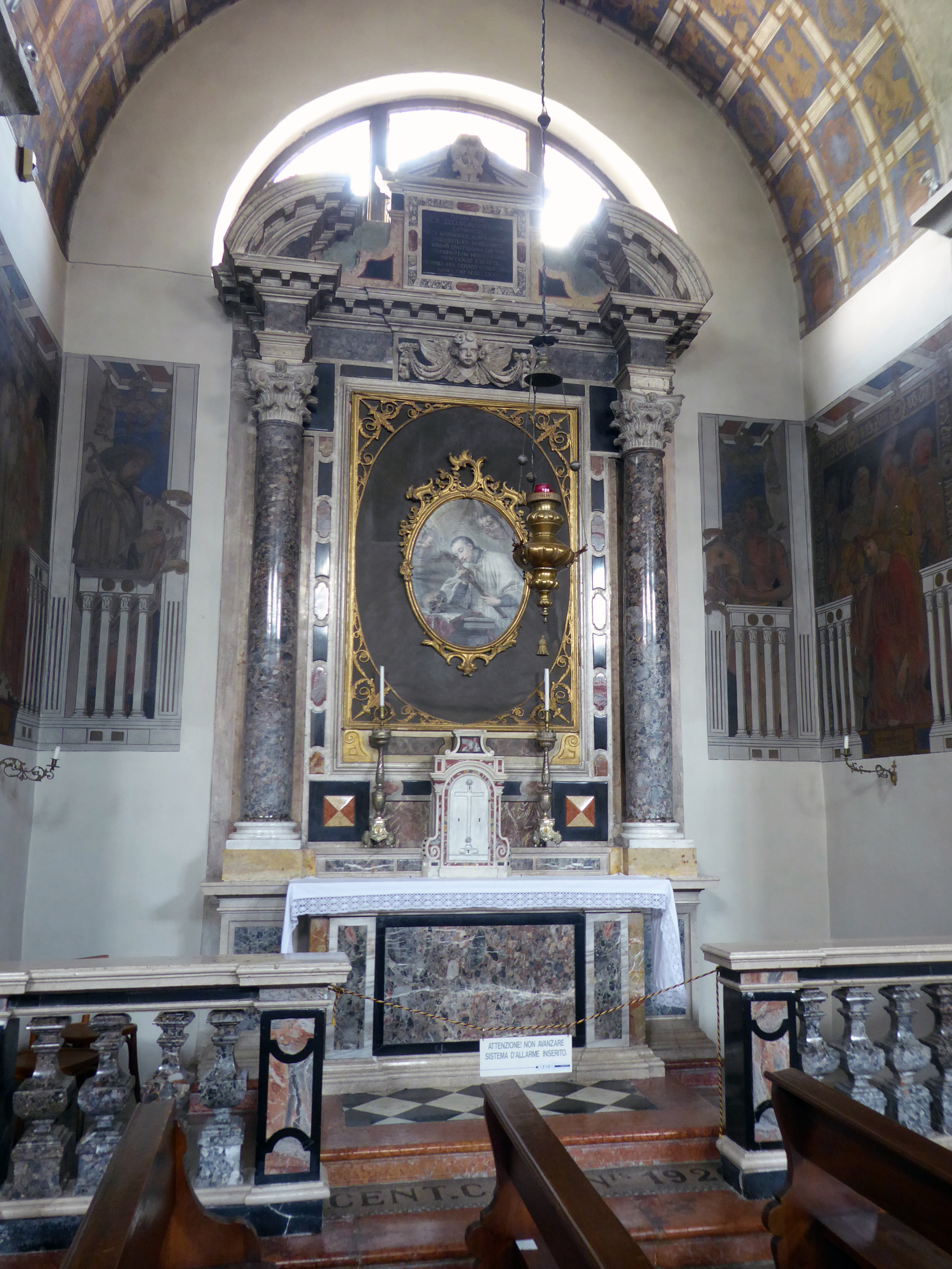
S. Luigi Gonzaga, 1777
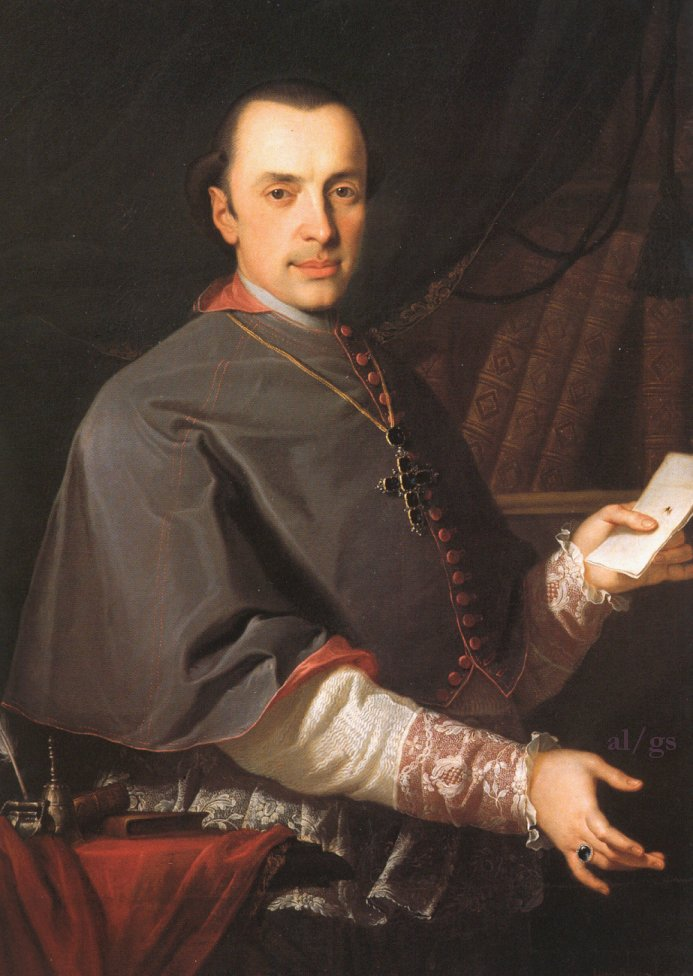
Retrato de Girolamo Luigi Crivelli, 1779
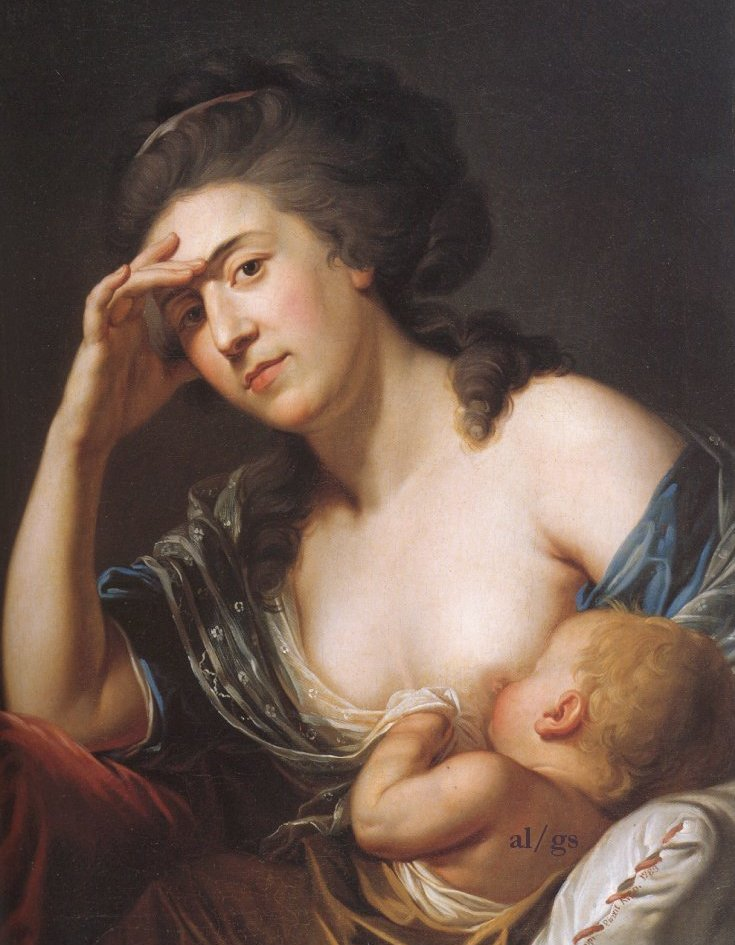
Su mujer Anna Maria y su hijo Franz Xaver (1783), Innsbruck.
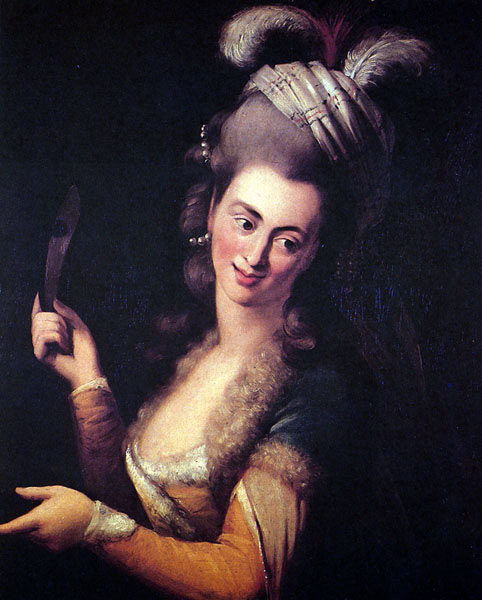
Aloisia Lange, cuñada de Mozart, en el papel de Zémire (hacia 1784), perdido.
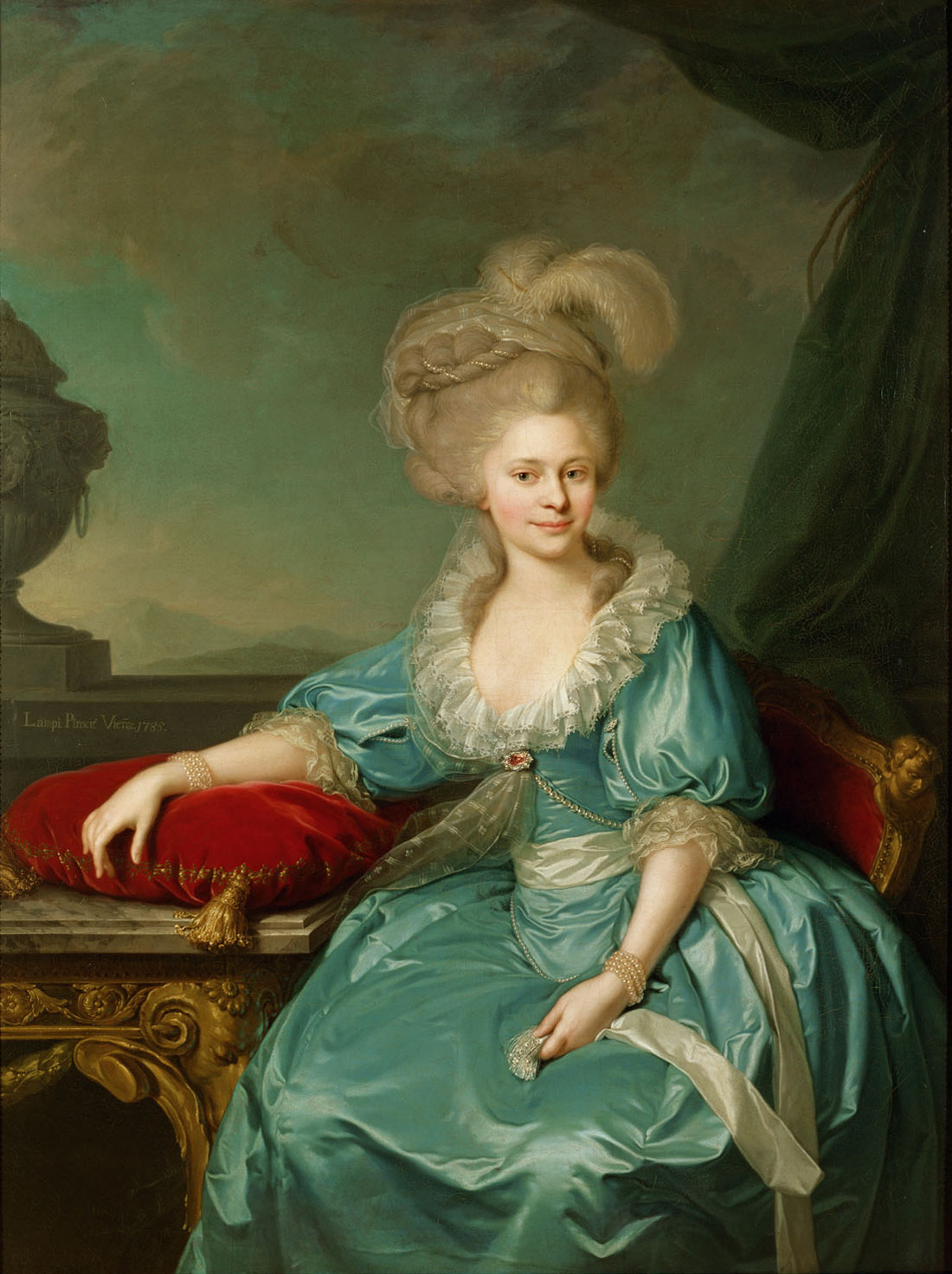
Retrato de Elisabetta Guglielmina de Württemberg, 1785
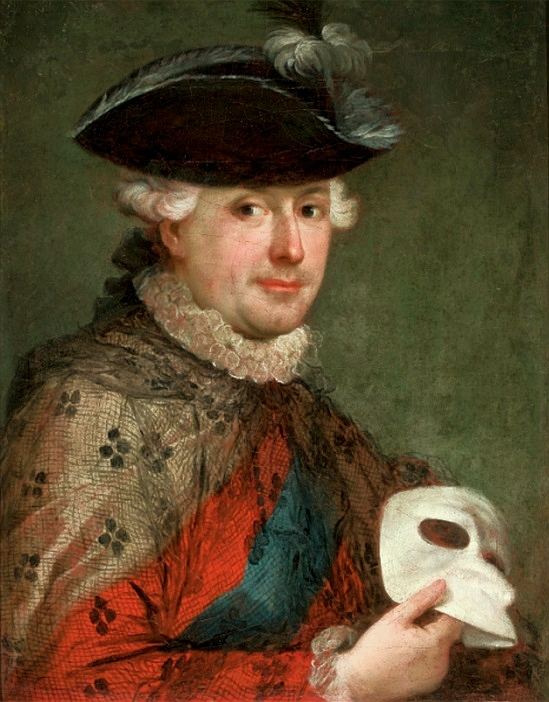
Estanislao Augusto con máscara, hacia 1788
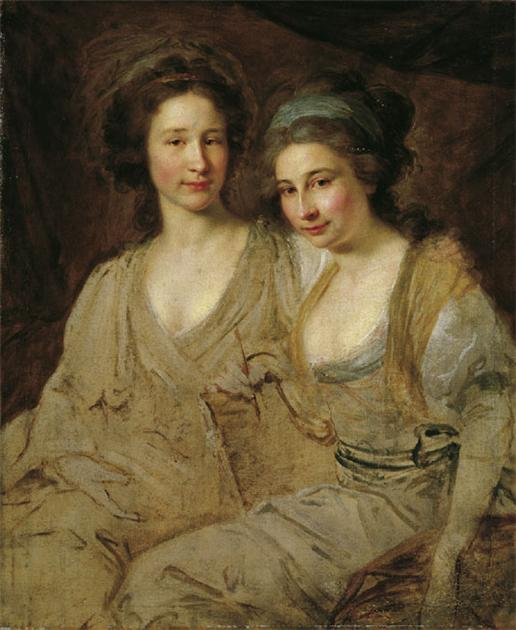
Dos hijas de la bailarina Caterina Tomatis (1788/89), Viena.
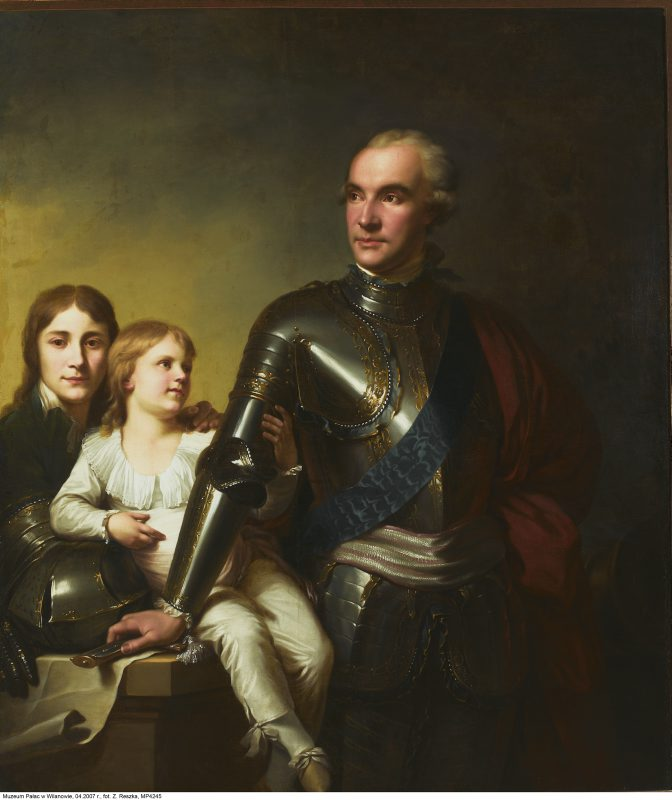
Retrato de Estanislao Szczęsny Potocki con sus hijos, 1788-90
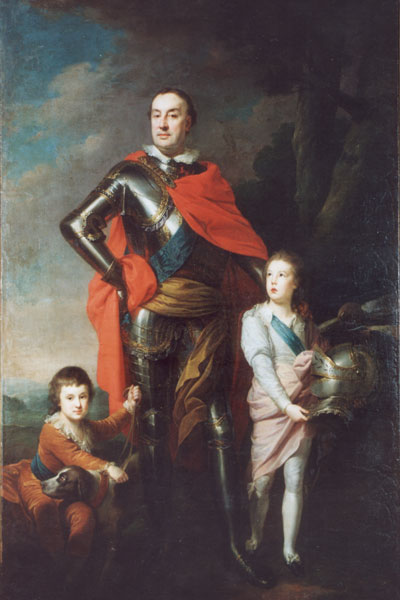
Retrato de Franciszek Ksawery Branicki con sus hijos, 1788-89, Alupka (Crimea)
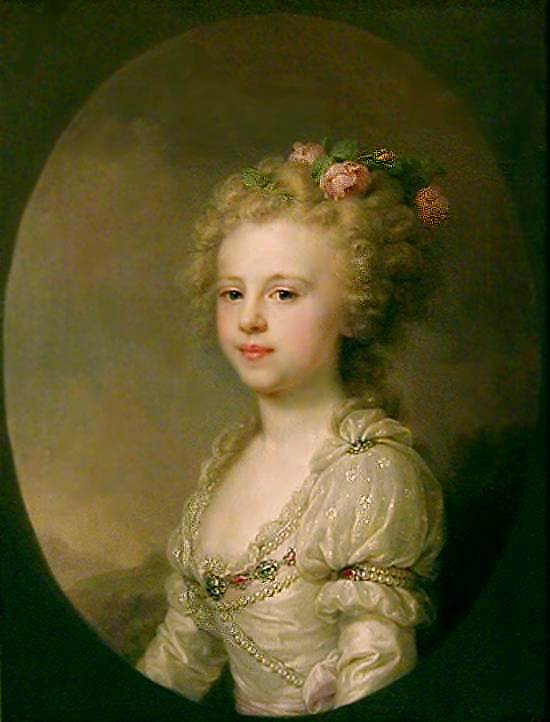
Gran Duquesa Alexandra (1792), Gatchina.
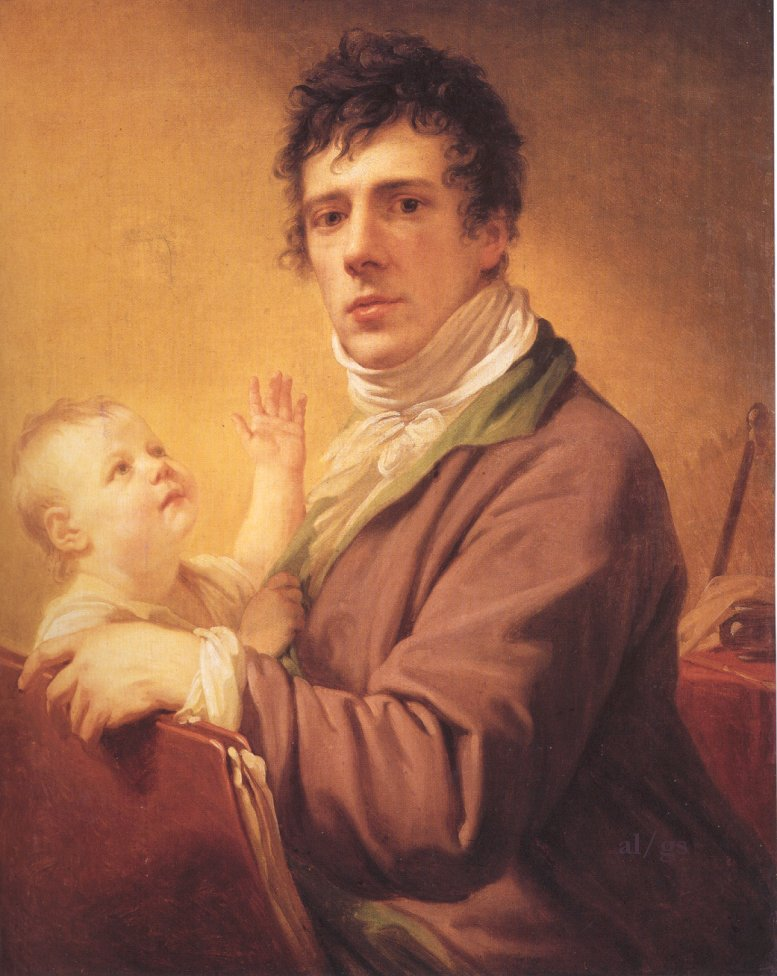
Retrato de Juan Bautista Lampi junior con sus hijos, 1810 ca.
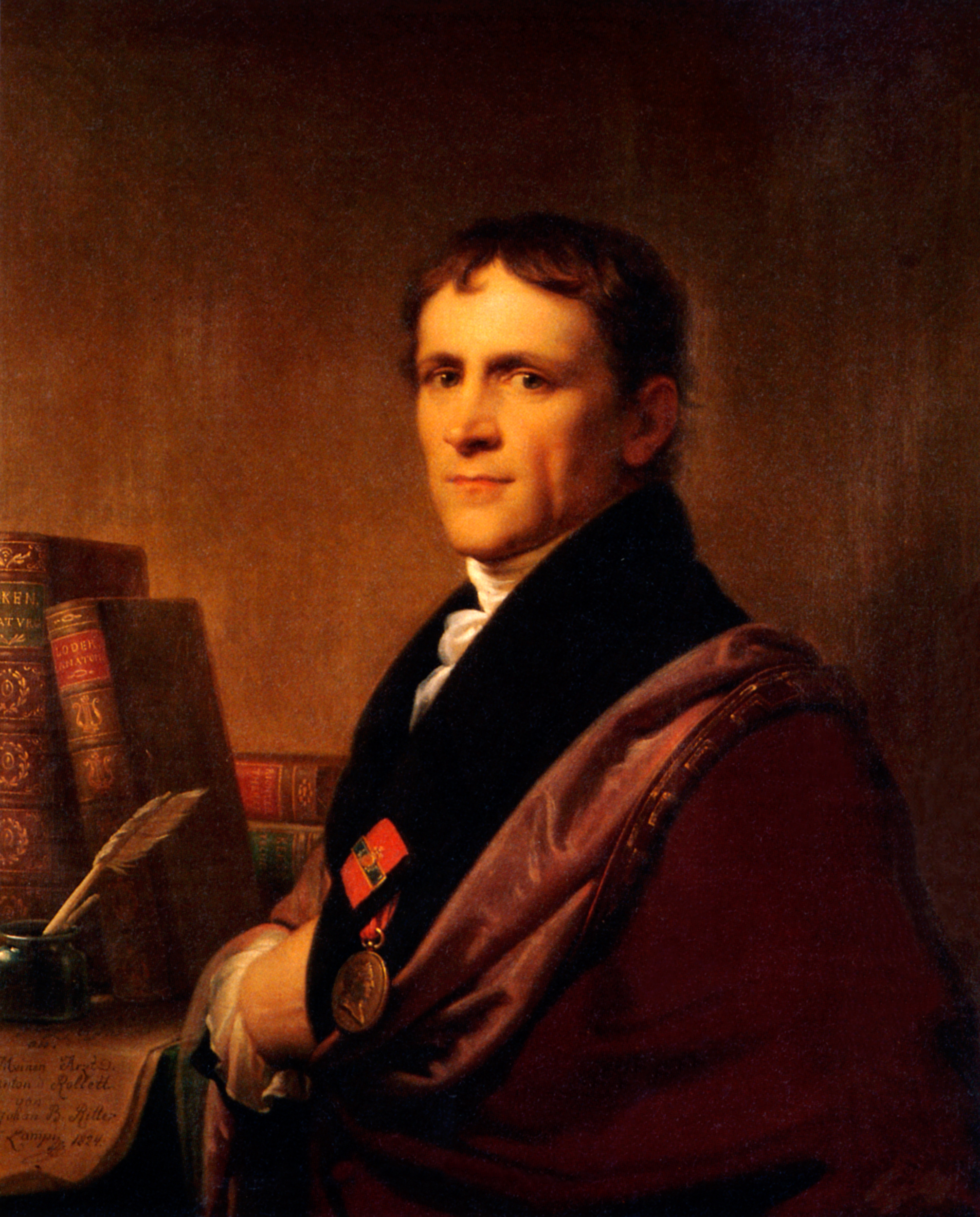
Retrato de Anton Franz Rollett, 1824
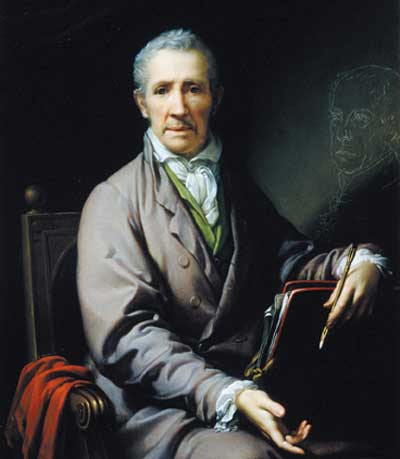
Autoretrato con cavallete, 1828